# ويل أشتون
ويل أشتون (بالإنجليزية: Will Ashton)‏ هو رسام أسترالي، ولد في 20 سبتمبر 1881 في كليفتون (يورك) في المملكة المتحدة، وتوفي في 1 سبتمبر 1963 في Mosman, New South Wales ‏ في أستراليا.